# Пођо-Вале (Ђенова)
Пођо-Вале је насеље у Италији у округу Ђенова, региону Лигурија.
Према процени из 2011. у насељу је живело 46 становника. Насеље се налази на надморској висини од 634 м.